# Lepidium costaricense
Lepidium costaricense là một loài thực vật có hoa trong họ Cải. Loài này được Thell. mô tả khoa học đầu tiên năm 1904.